# Somali (région)
Pour les articles homonymes, voir Somali (homonymie).
Ne doit pas être confondu avec Somalie ou Somaliland.
Cette page contient des caractères éthiopiques. En cas de problème, consultez Aide:Unicode ou testez votre navigateur.
La région Somali (en amharique : ሶማሌ ክልል ; en somali : Gobolka Soomaalida) est une des douze régions de l'Éthiopie. Sa population était d'environ 4 445 219 habitants en 2007. Sa capitale est la ville de Djidjiga.

## Subdivisions
La région Somali est subdivisée en zones dont la liste est rappelée ci-dessous, puis en woredas (districts).
- Afder
- Dhawa
- Dollo
- Erer
- Fafan
- Jarar
- Korahe
- Liben
- Nogob
- Shabelle
- Siti

## Géographie
La région, aride à semi-aride, consiste surtout en hautes plaines.
Le fleuve le plus important est le Shebelé.
Les trois rivières du sud, Dawa, Gestro et Ganale Dorya se réunissent pour former le Jubba de Somalie.
Les villes principales sont Djidjiga, Awbere, Daror, Degehabur, Derwonaji, Denan, Dolo, Erer Gota, Gerbo, Gode, Filtu, Fiq, Geladi, Kebri Beyah, Kebri Dahar, Kalafo, Mustahil, Shinile et Warder.

## Présidents du comité exécutif
- Abdulahi Muhammed Sa'adi (janvier 1993 - novembre 1993)
- Hassan Jire Kalinle (décembre 1993 - avril 1994)
- Ugaz Abdulrahman Abd Ghani (avril 1994 - novembre 1994)
- Id Tahir Farah (1995 - octobre 1997)
- Mohammed Ma'alin Ali (FNLO) (octobre 1997 - octobre 2000)
- Abdul Reshid Dulane (SPDP) (octobre 2000 - 2003)
- Abdul Jibril (SPDP) (2003 - 2005)
- Abdulahi Hassen Mohammed (SPDP) (octobre 2005 - octobre 2008)
- Da'ud Mohamed Ali (SPDP) (octobre 2008 - juillet 2010)
- Abdi Mohamed Omar (SPDP) (juillet 2010 - août 2018 )
- Mustafa Mohammed Omar (en) (depuis 2018)

## Démographie
Le recensement national de 2007 fait état de 4 445 219 habitants dans la région Somali.
En 2022, la population est estimée sur le même périmètre à environ 6 506 000 personnes avec une densité de population de 21 personnes par km2 et 310 000 km2 de superficie.